# 費舍·斯蒂文斯
費舍·斯蒂文斯（英語：Fisher Stevens，1963年11月27日—）是美國的一位演員、導演、製作人與作家。他製作的著名作品包括有《血色海灣》，在2010年得到奧斯卡最佳記錄片，並在全球各地得了無數的獎項。
此外，他也和李奧納多·狄卡皮歐花了三年，合作拍攝了有關地球變暖的記錄片《洪水來臨前》，於2016年正式發行，也得到相當高的評價。
他參與演出的片子有很多，其中較為人知的有在《新聞超感應》中飾演Chuck Fishman角色。